# Amphilemur peyeri
Amphilemur peyeri — вимерлий вид їжакоподібних ссавців родини Amphilemuridae. Вид  існував в еоцені, 40-36 млн років тому в Європі.